# 聖埃米格迪奧
13°39′N 88°59′W / 13.650°N 88.983°W
聖埃米格迪奧（西班牙語：San Emigdio），是薩爾瓦多的城鎮，位於該國南部，由拉巴斯省負責管轄，面積9.91平方公里，海拔高度699米，2007年人口2,818，人口密度每平方公里284.36人。